# Момир Стојановић (кнез)
Кнез Момир Стојановић (Лесковац, око 1779 - Кишињев, 1824) био је кнез лесковачке нахије и један од главних представника лесковачке емиграције у време Првог српског устанка.

## Биографија
Према казивањима његове супруге Стане (Станике) кнез Момир је имао око 25 година на почетку Првог српског устанка. Његов отац, кнез Стојан, рођен је у Лесковцу око 1762. године и био је бератлија кнез, али га је због тога убио Шехсувар Абди-паша пред почетак Устанка. Момир је пребегао преко Топлице и Западне Мораве и ујединио се са Младеном Миловановићем, те су заједно ударали на Турке. Током ослобађања Београда 1806. године својом руком је посекао 70 Турака. Учествовао је у борбама 1807. и 1808. године и рањен је сабљом преко десног образа у борби око Јагодине 1809. године. Са женом и синовима Илијом, Константином, Иваном и Димитријем је у то време био настањен у Јагодини. У међувремену је управљао цивилним пословима, бавећи се највише проблемима лесковачких избеглица. У одбрани Србије 1813. године такође је дао значајан допринос на јужном сектору српско-турског ратовања, споју утока Западне и Јужне Мораве према Крушевцу. 
Последњих година Устанка почеле су жалбе на њега, и то од Илије Стреље, можда и Цветка Врановачког.
Нема много података о његовом животу након Устанка, сем да је са породицом прешао под непосредну руску власт.